# Rick Wells
Rick Wells (Nuova Zelanda, ...) è un ex triatleta neozelandese.

## Carriera
Rick Wells è uno dei primi grandi triatleti che si sono visti a livello mondiale.
Nuotatore di classe mondiale nei 200 stile libero (1'55"), ha iniziato a partecipare a gare di triathlon nei primi anni '80. È stato un importante protagonista di alcune gare della serie USTS. Nel 1987, Wells ha battuto tutte e quattro le leggende del triathlon americano (America's Big Four), vincendo una gara su distanza sprint - valida per il titolo mondiale - a Fremantle in Australia.
Ha, inoltre, aggiunto alla sua bacheca un titolo sulla lunga distanza a Nizza nello stesso anno.
Nel 1989 ha vinto la medaglia di bronzo al primo campionato del mondo ufficiale su distanza olimpica, arrivando alle spalle dell'americano Mark Allen (oro) e dell'inglese Glen Cook (argento).
Nel 1991 ha vinto la medaglia d'argento ai campionati del mondo di Gold Coast, dietro la giovane promessa del triathlon australiano, Miles Stewart, e davanti all'americano Mike Pigg.
Fa parte del team di esperti che seleziona i migliori triatleti neozelandesi per le più importanti competizioni (olimpiadi, mondiali).

## Titoli
- Campione del mondo di triathlon sprint (Élite) - 1987 - Non ufficiale
- Campione del mondo di triathlon long distance (Élite) - 1987 - Non ufficiale